# Cutthroat Island

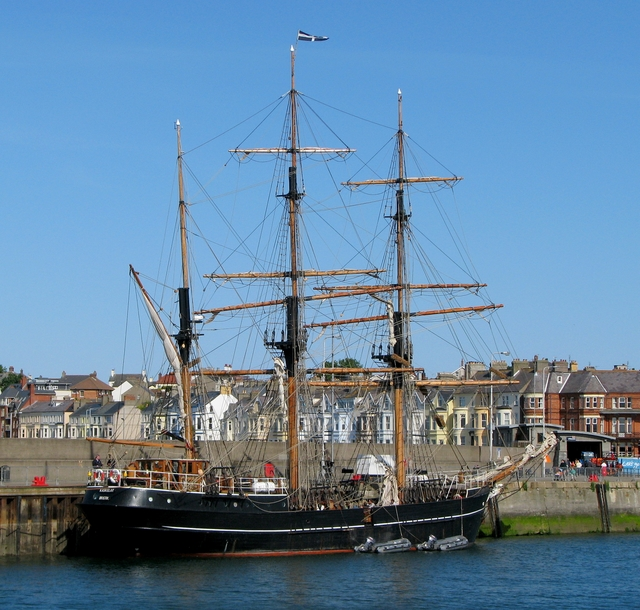
Barkskeppet Kaskelot (byggt 1948) som användes i filmen.

Cutthroat Island är en amerikansk äventyrskomedi film från 1995 i regi av Renny Harlin. Manuset skrevs av Robert King och Marc Norman baserat på en berättelse av Michael Frost Beckner, James Gorman, Bruce A. Evans och Raymond Gideon. I huvudrollerna ses Geena Davis, Matthew Modine och Frank Langella.

## Handling
Liksom många piratfilmer handlar även denna film om att finna en gömd skatt. Med hjälp av sin piratbesättning så ska Morgan Adams (Geena Davis) leta reda på en stor skatt som finns angiven på en karta hon ärvt av sin far, även han pirat. Men faror lurar överallt, andra pirater som inte är ett dugg barmhärtiga vill också åt skatten. Morgan Adams och hennes besättning får slåss för sina liv.

## Om filmen
Michael Douglas tackade nej till att spela den manliga huvudrollen. Det gjorde även Daniel Day-Lewis med fler framstående manliga skådespelare, varpå manus skrevs om för att ge mer utrymme åt den kvinnliga huvudrollen (Geena Davis). Produktionen var hårt drabbad av olika hinder innan man kunde sätta igång att spela in, till sist tackade Matthew Modine ja till att axla rollen som William Shaw, han hade också de fäktningskunskaper som behövdes i rollen.
Filmen kostade runt $100 miljoner och drog bara in $10 miljoner i biljettintäkter i USA, vilket ledde till att produktionsbolaget bakom filmen, Carolco Pictures, gick i konkurs. Filmen listades i Guinness Rekordbok som filmhistoriens största flopp, räknat i förlorade pengar.

## Rollista i urval
- Geena Davis –  Morgan Adams
- Matthew Modine – William Shaw
- Frank Langella – Dawg Brown
- Maury Chaykin – John Reed
- Patrick Malahide – Guvernör Ainslee
- Stan Shaw – Mr. Glasspoole
- Harris Yulin – "Black" Harry Adams
- Rex Linn – Mr. Blair
- Paul Dillon – Snelgrave
- Jimmie F. Skaggs – Scully
- Angus Wright – Kapten Trotter
- Ken Bones – Toussant
- Christopher Masterson – Bowen
- George Murcell – Mordechai "Fingers" Adams
- Richard Leaf – Snake the Lookout
- Rupert Vansittart – Kapten Perkins
- Renny Harlin – Pirat med gevär (ej krediterad)
- Daragh O'Malley – Bourke (ej krediterad)